# Ben Goertzel
Ben Goertzel (anglès: Benjamin Goertzel)  (Rio de Janeiro, 8 de desembre de 1966) és un investigador d'intel·ligència artificial i cap executiu i fundador de SingularityNET, un projecte que combina intel·ligència artificial i blockchain per a democratitzar l'accés a la intel·ligència artificial.

## Trajectòria
Tres dels besavis jueus de Goertzel van emigrar a Nova York des de Lituània i Polònia. El seu pare és Ted Goertzel, antic professor de Sociologia a la Universitat Rutgers. Goertzel va deixar l'institut després del desè grau per assistir al Bard College a Simon's Rock, on es va graduar amb una llicenciatura en Recerca Quantitativa. El 1990, es va un doctorar en Matemàtiques a la Universitat de Temple sota la supervisió d'Avi Lin.
Va ser el director d'investigació del Machine Intelligence Research Institute i el científic en cap de Hanson Robotics, l'empresa que va crear el robot Sophia.
El 2007, Goertzel va fer una conferència sobre la tecnologia de Google i el seu enfocament per a crear intel·ligència artificial forta. Defineix la intel·ligència com la capacitat de detectar patrons en el món i en el propi agent, mesurables en termes de propietats emergents i «atènyer objectius complexos en entorns complexos», així neix una intel·ligència artificial «com ho fa un nadó» i s'entrena com a agent en un món simulat o virtual com Second Life per a produir una intel·ligència més potent. El coneixement es representa en una xarxa els nodes i enllaços de la qual porten valors de veritat probabilístics així com «valors d'atenció» que s'assemblen als d'una xarxa neuronal. En aquesta xarxa operen diversos algorismes on el central és una combinació d'un motor d'inferència probabilística i una versió personalitzada de programació evolutiva.
El documental de 2012 The Singularity del cineasta independent Doug Wolens va mostrar la visió i la comprensió de Goertzel de fer un pensament general de la intel·ligència artificial.